# Thereva nivaria
Thereva nivaria är en tvåvingeart som beskrevs av Walker 1852. Thereva nivaria ingår i släktet Thereva och familjen stilettflugor. Inga underarter finns listade i Catalogue of Life.